# Бахча (Стерлібашевський район)
Ба́хча (рос. Бахча, башк. Баҡса) — присілок у складі Стерлібашевського району Башкортостану, Росія. Входить до складу Карагуської сільської ради.
Населення — 92 особи (2010; 91 в 2002).
Національний склад:
- татари — 93%